# Syrastrena borneensis
Syrastrena borneensis är en fjärilsart som beskrevs av Willie Horace Thomas Tams 1935. Syrastrena borneensis ingår i släktet Syrastrena och familjen ädelspinnare. Inga underarter finns listade i Catalogue of Life.